# Mossvattnet (Stavnäs socken, Värmland)
Mossvattnet är en sjö i Arvika kommun i Värmland och ingår i Göta älvs huvudavrinningsområde. Sjön har en area på 0,202 kvadratkilometer och ligger 219,8 meter över havet.

## Delavrinningsområde
Mossvattnet ingår i det delavrinningsområde (659470-131965) som SMHI kallar för Utloppet av Hällsjön. Medelhöjden är 188 meter över havet och ytan är 16,15 kvadratkilometer. Det finns ett avrinningsområde uppströms, och räknas det in blir den ackumulerade arean 33,56 kvadratkilometer. Hällsjöälven som avvattnar avrinningsområdet har biflödesordning 3, vilket innebär att vattnet flödar genom totalt 3 vattendrag innan det når havet efter 255 kilometer. Avrinningsområdet består mestadels av skog (86 procent). Avrinningsområdet har 1,68 kvadratkilometer vattenytor vilket ger det en sjöprocent på 10,4 procent.